# 엘머 L. 타운즈
엘머 L. 타운즈(Elmer L. Towns)는 미국의 주일학교 교사이자, 종교학자이다. 남부 감리교대학교(Southern Methodist University), 달라스 신학교(Dallas Theological Seminary), 가레트 복음주의 신학교(Garett Evangelical Theological Seminary)에서 공부했다. 현재 미국 버지니아주 린치버그(Lynchburg)의 리버티 대학교(Liberty University)에서 종교학부 학장으로 일하고 있으며, 토마스 로드 침례교회에서 주일학교 반을 가르치고 있다.

## 저서
- 《주일학교 교사가 꼭 알아야 할 24가지 비결》(What Every Sunday School Teacher Should Know  24 Secrets That Can Help You Change Lives)(박민희 역, 드림북, 2006년)
- 《축복하는 사람이 축복을 받는다.》(God Bless You,배응준 역, 규장, 2006년)
- 《목회자가 꼭 알아야 할 주일학교 부흥의 비결 》(What Every Pastor Should Know About Sunday School A Refreshing New Approach to Planting and Growing a Church,공저,박민희 옮김,드림북)등이 있다.